# Cerkiew Trójcy Świętej w Koninie

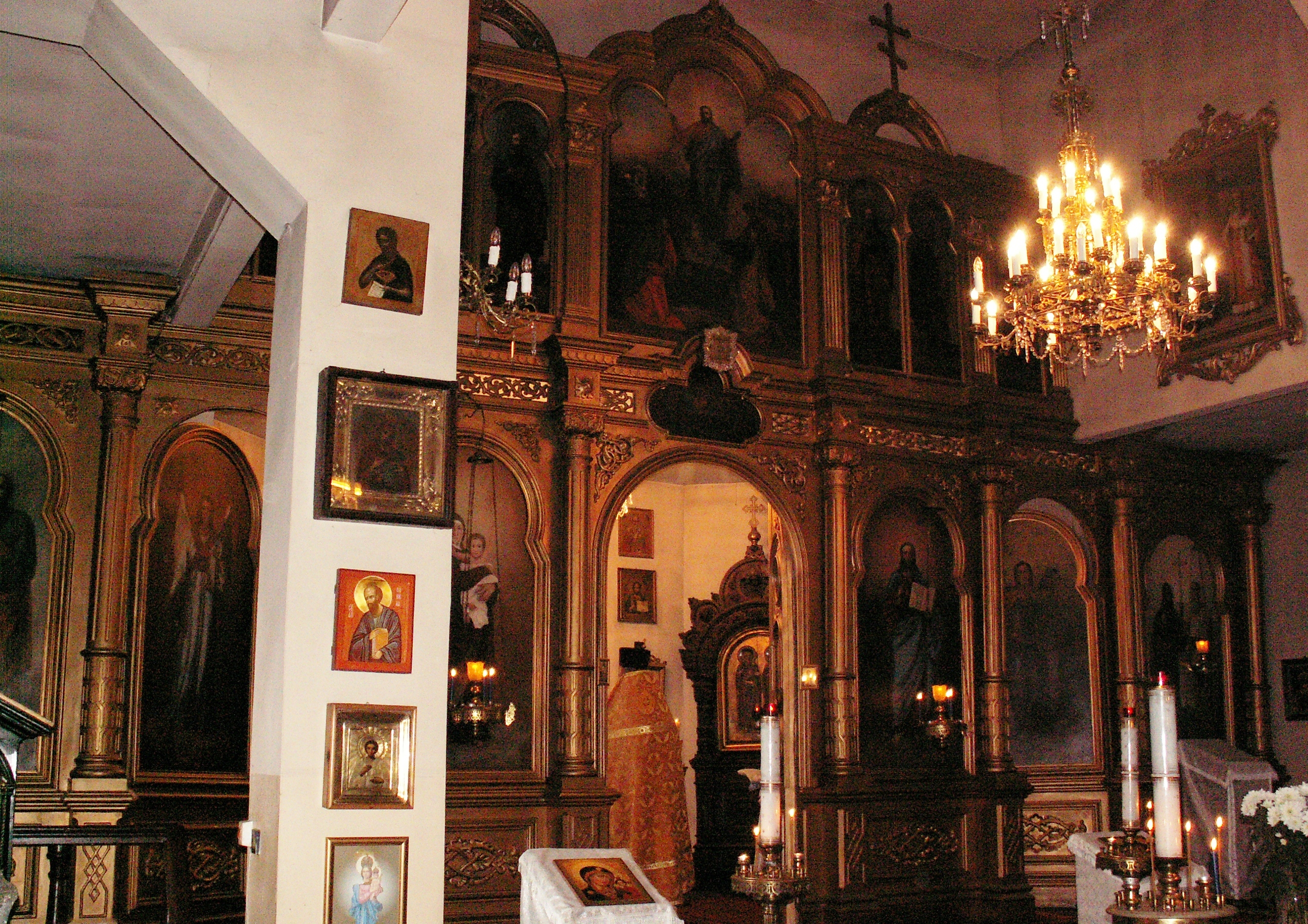
Ikonostas z cerkwi w Koninie

Cerkiew Trójcy Świętej – nieistniejąca cerkiew prawosławna w Koninie. 
Świątynia w Koninie była cerkwią wojskową 13 Kargopolskiego Pułku Dragonów. Została poświęcona 6 grudnia 1902, koszt jej wzniesienia wyniósł 8 tysięcy rubli. Budynek pełnił przewidziane przez budowniczych funkcje do wyjazdu wojsk rosyjskich z Konina. W dwudziestoleciu międzywojennym został zniszczony. 
Cerkiew w Koninie znajdowała się nad brzegiem Warty, w sąsiedztwie mostu przez rzekę w centralnej części miasta. Nad wejściem do niej znajdowała się dwukondygnacyjna dzwonnica zwieńczona cebulastą kopułą z krzyżem. Podobna konstrukcja została rozmieszczona nad prezbiterium.
Z konińskiej świątyni zachowało się wyposażenie (w tym ikonostas – na zdj. z lewej), znajdujące się obecnie w cerkwi św. Mikołaja w Poznaniu. 